# Вратник (Сењ)
Вратник је насељено мјесто у саставу града Сења, у Личко-сењској жупанији, Република Хрватска.

## Географија
Налази се око 18 км источно од Сења.

## Становништво
Насеље је на попису становништва из 2011. године имало 59 становника.

## Попис 1991.
На попису становништва 1991. године, Вратник је имао 100 становника, сљедећег националног састава:
| Попис 1991.‍ | Попис 1991.‍ | Попис 1991.‍ | Попис 1991.‍ | Попис 1991.‍ |
| ----------- | ----------- | ----------- | ----------- | ----------- |
|             |             |             |             |             |
| Хрвати      | Хрвати      |             | 99          | 99,00%      |
| Муслимани   | Муслимани   |             | 1           | 1,00%       |
| укупно: 100 |             |             |             |             |